# کریزنه
شهر کریزنه (به فرانسوی: Crisnée) در شهرستان ورم (بلژیک)  در استان لیئژ  در منطقه فدرال والوون در کشور بلژیک واقع شده‌است.